# Fabrizio Meoni
Fabrizio Meoni, född 31 december 1957, död 11 januari 2005, var en italiensk motorcyklist som omkom i Dakarrallyt.